# Bogolan distribution
Bogolan distribution est la désignation d'une structure ivoirienne de production audiovisuelle spécialisée en série de gags et de sketchs intitulée «On est où la ?». Inspirée de dessins humoristiques, d'expériences triviales, de faits quotidiens, et d’histoire drôles qui se racontent, Bogolan production revendique aujourd'hui 300 épisodes de 2 à 3 minutes dont 150 sont disponibles,.